# Myrhorod
Myrhorod (ukrainisch Миргород; russisch Миргород Mirgorod, polnisch Mirgorod) ist eine Stadt in der zentralukrainischen Oblast Poltawa an den Ufern des Flusses Chorol. Myrhorod ist gleichzeitig Verwaltungszentrum des Rajons Myrhorod. Der Name des Ortes bedeutet "friedliche Stadt".

## Geschichte
Bereits im 11. Jahrhundert soll an der Stelle der heutigen Stadt auf Anweisung des Kiewer Großfürsten Wladimir I. eine Befestigungsanlage errichtet worden sein. Diese war Teil einer Kette von Wachpunkten, welche die östliche Grenze des Reiches der Kiewer Rus beschützen sollten. Die erste urkundliche Erwähnung ist umstritten. Einige Historiker behaupten, sie erfolgte im Jahr 1530, als die Stadt das Magdeburger Recht und ein Wappen erhielt. Andere halten ein Dokument von 1575 für die älteste Erwähnung, als der polnische König Stephan Báthory ihr das Statut einer polnischen Stadt gab. Die Stadt blieb im Besitz Polens, bis 1648 die Kosaken ihre Unabhängigkeit erreichen konnten. In dieser Zeit war Myrhorod für seine Schießpulverherstellung bekannt.
1650 traf sich der ukrainische Hetman Bohdan Chmelnyzkyj mit Abgesandten des Russischen Reiches in der Stadt, um eine mögliche Vereinigung der beiden Staaten zu beraten. Zu dieser Zeit blieben die Verhandlungen aber noch erfolglos. 1654 gelang es dann aber dem Russischen Reich, eine Verbindung mit dem Kosakenstaat unter seiner Führung zu erreichen. Von 1683 bis 1727 wurde das Myrhorodregiment der Kosaken von Danylo Apostol geführt, welcher anschließend von 1727 bis 1734 als ukrainischer Hetman fungierte.
Im 19. Jahrhundert wurde die Stadt, welche ab 1802 Teil des Gouvernements Poltawa war, durch den russischen Schriftsteller Gogol in einigen seiner Kurzgeschichten literarisch verewigt. Gogol kam in der Nähe der Stadt in dem Dorf Welyki Sorotschynzi zur Welt und hatte einen Großteil seiner Jugend in dieser Region verbracht. 1835 veröffentlichte er einen Sammelband mit Kurzerzählungen mit dem Titel Mirgorod. Im 19. Jh. wurde die Entwicklung der Stadt durch Seuchen und Hungersnöte behindert. Wohnten 1802 6.334 Einwohner in der Stadt, so waren es 1897 10.037. Davon waren 82,5 % Ukrainer, 12,4 % Juden und 4,25 % Russen.
Ab 1912 entwickelte sich die Stadt zu einem bedeutenden ukrainischen Kurort, auch wenn diese Entwicklung zunächst vom Ersten Weltkrieg und dem Russischen Bürgerkrieg behindert wurde. 1926 lebten bereit 20.834 Einwohner in der Stadt. Nachdem im Zweiten Weltkrieg die meisten Kureinrichtungen zerstört worden waren, wurden sie wieder auf- und weiter ausgebaut. Bis 1989 wuchs die Myrhorod auf 46.663 Einwohner an. Im Zuge der Transitionskrise hat der Ort allerdings fast 10 % seiner Bevölkerung verloren. Die Stadt wird heute überwiegend von Ukrainern bewohnt (2001: 89,6 %), Russen stellen die zweitgrößte ethnische Bevölkerungsgruppe (9,0 %). Nach dem Ort ist auch das Myrhoroder Schwein benannt.
Bei einem Angriff auf den Luftwaffenstützpunkt Myrhorod mit Iskander-M-Raketen am 1. Juli 2024 wurden nach russischen Angaben fünf Su-27 zerstört und zwei weitere beschädigt.

## Galerie

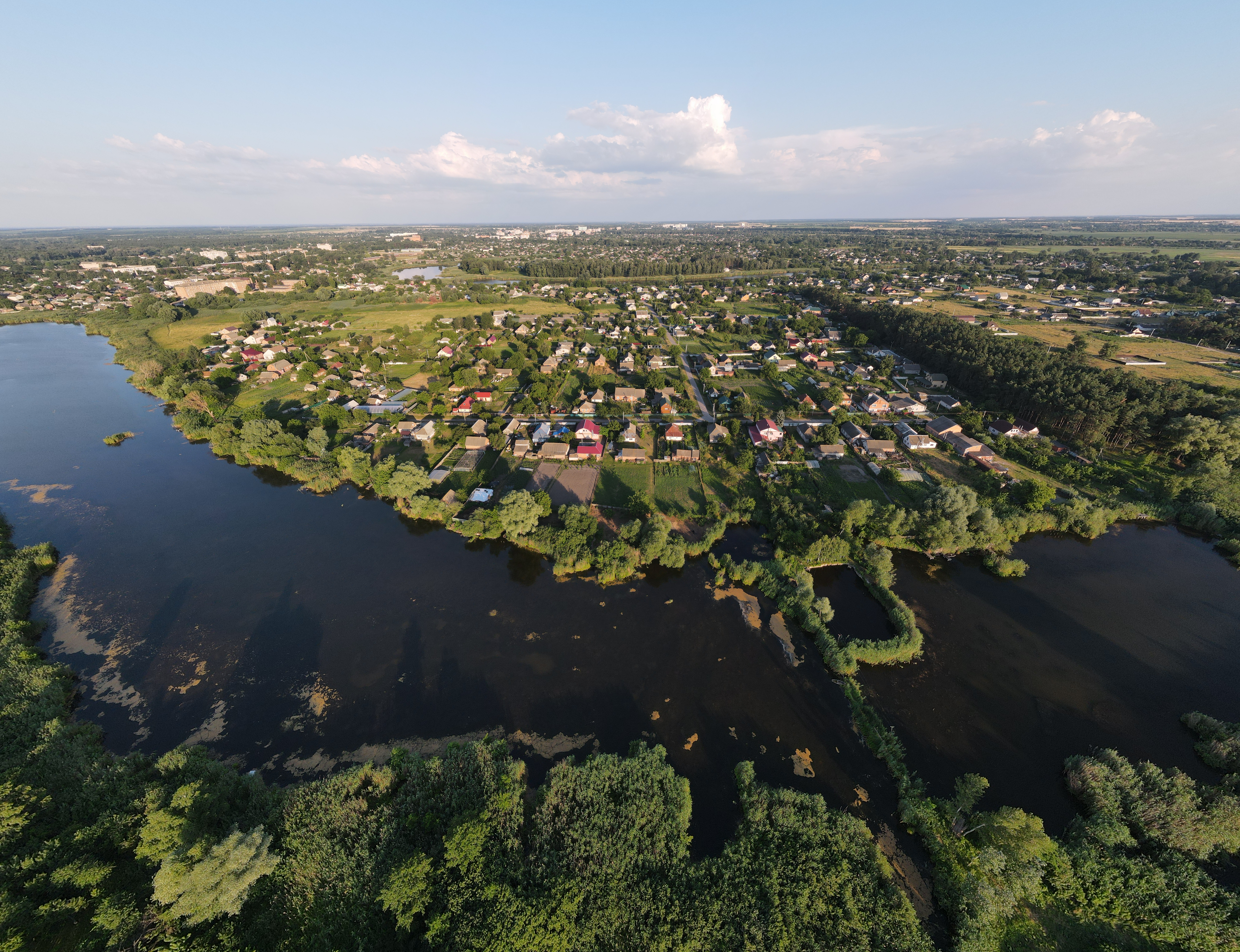
Wohnviertel
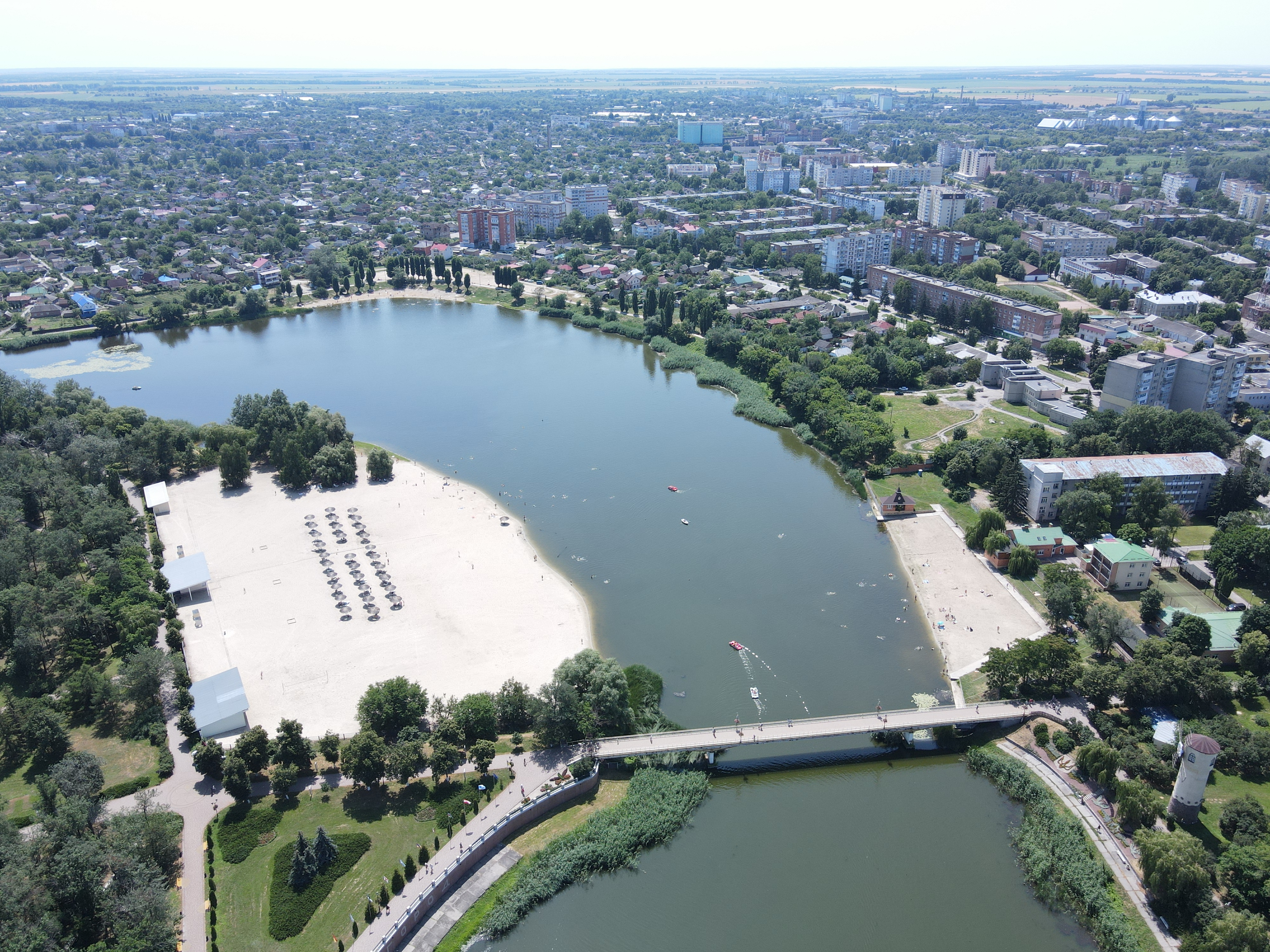
Badestrand
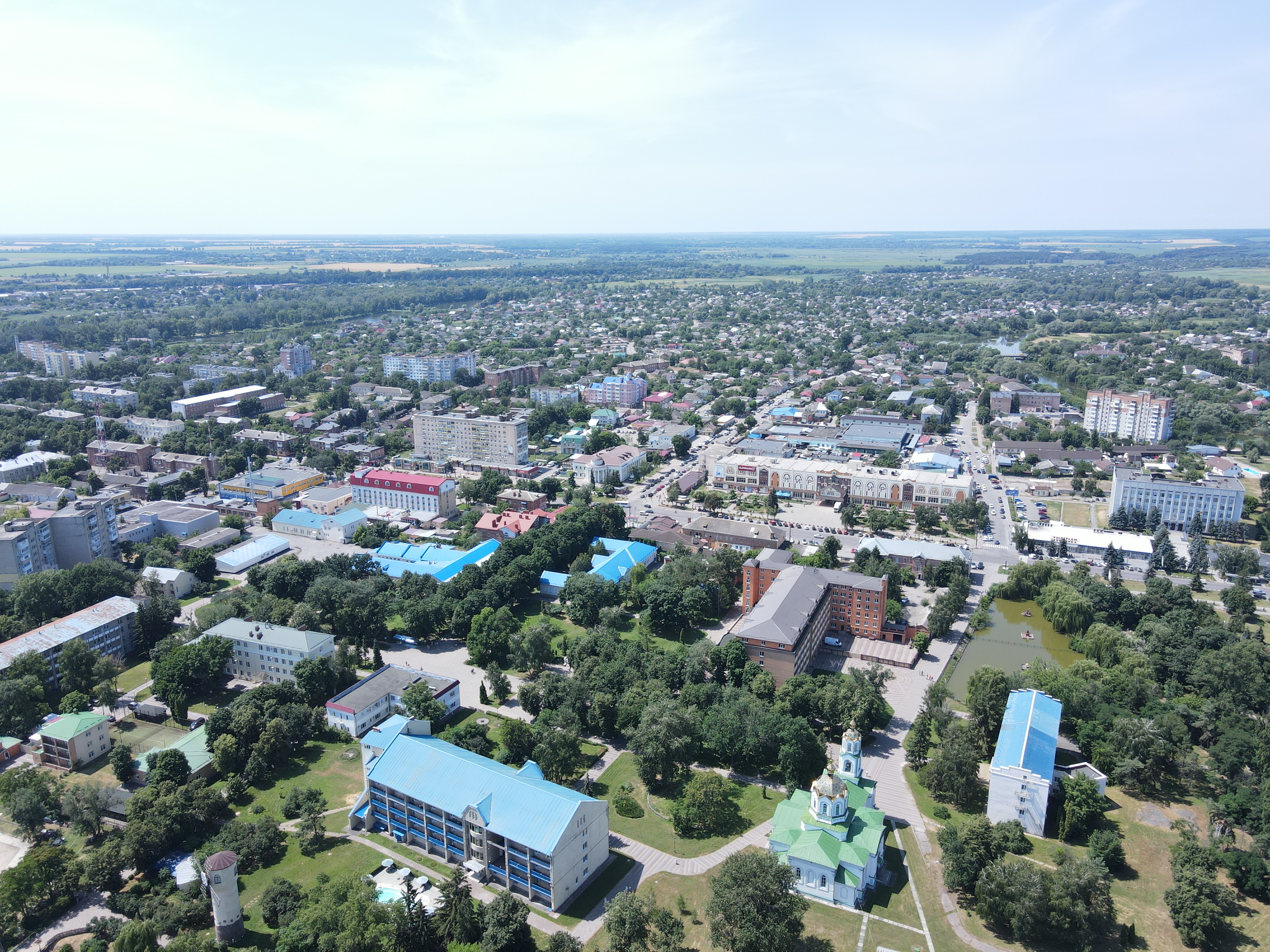
Stadtansicht mit Zentrum und Wohnviertel
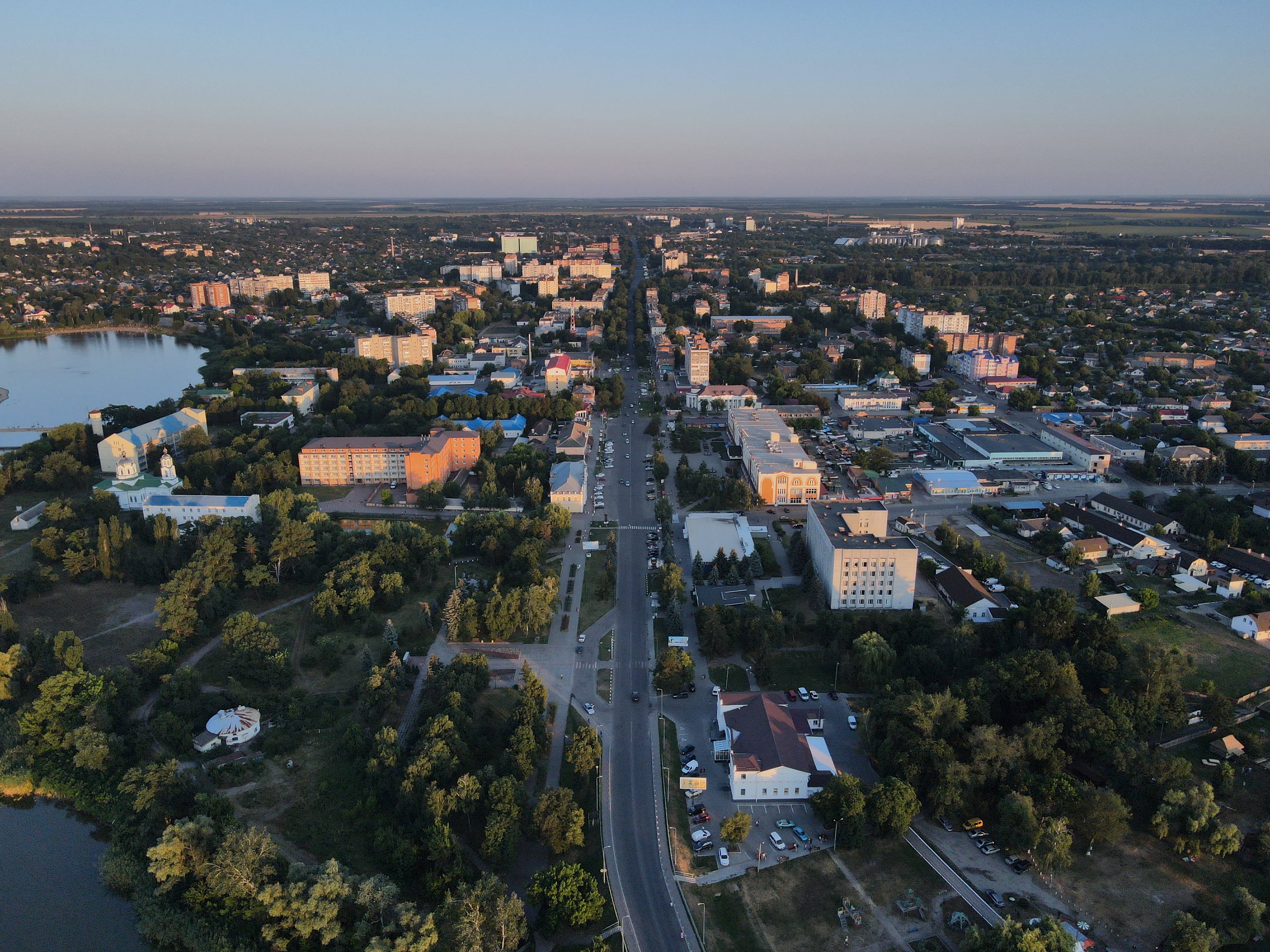
Stadtansicht in Richtung Süden
Sanatorium
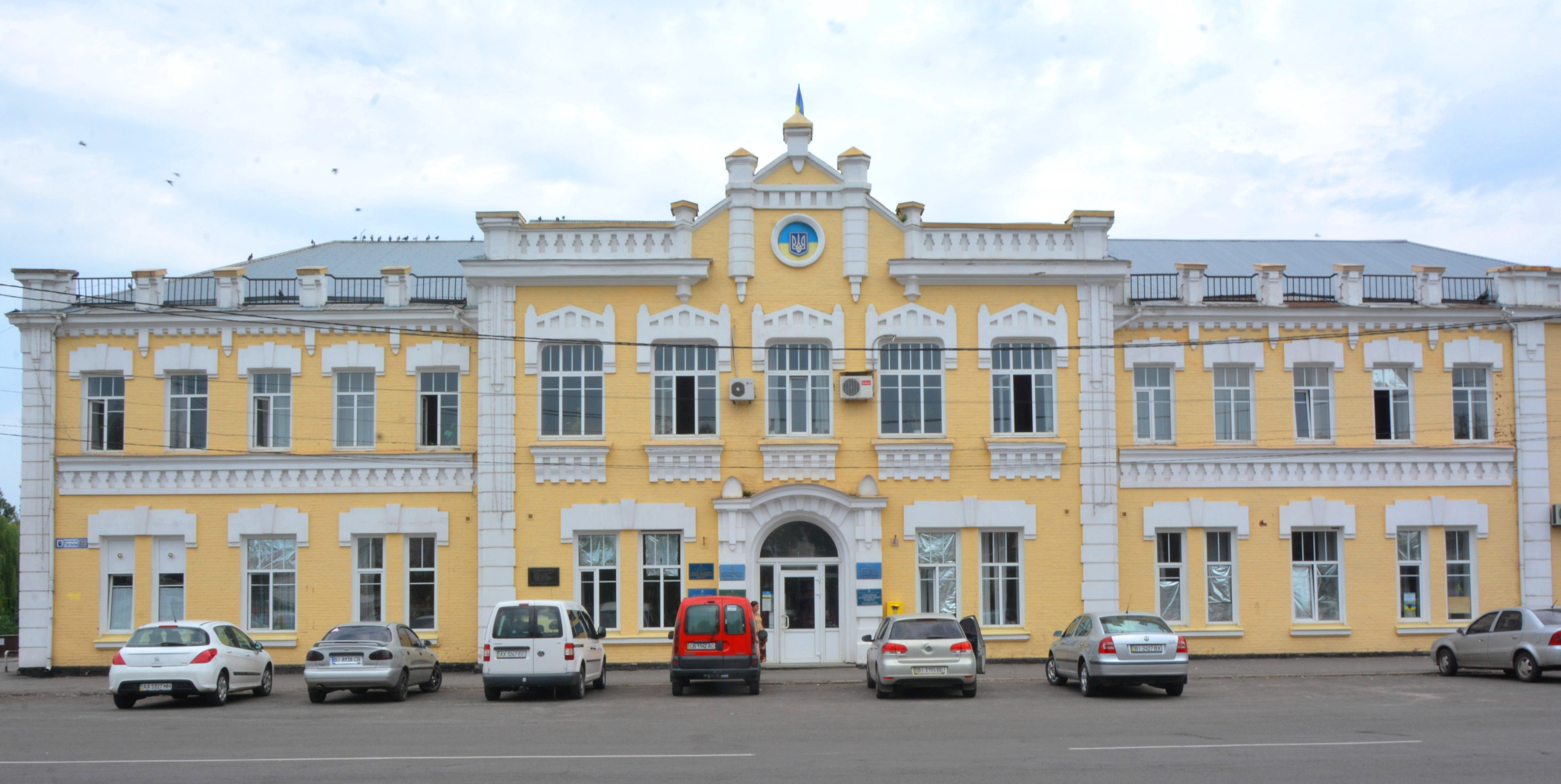
Stadtverwaltung
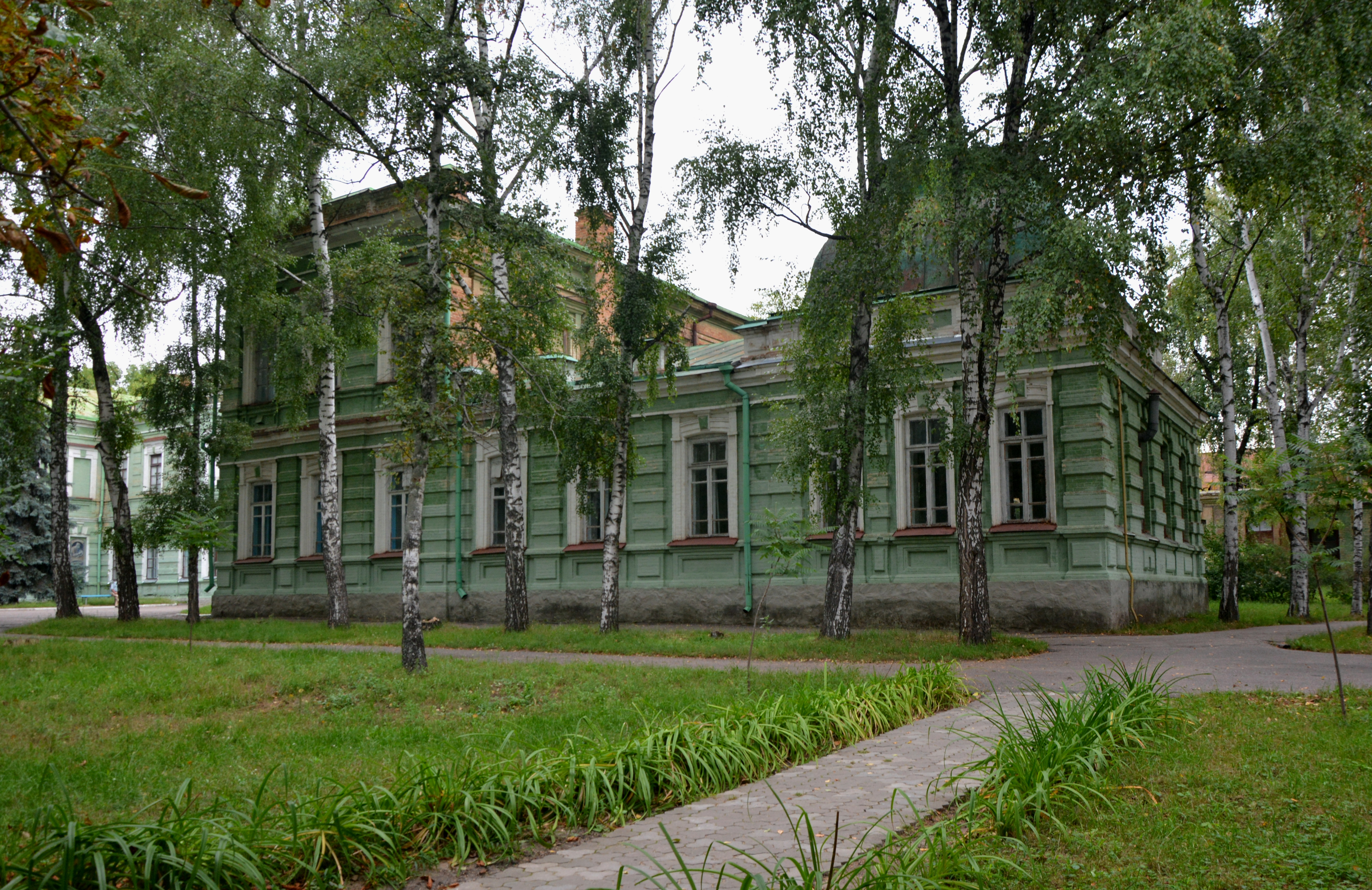
Technikum

## Wappen
Beschreibung: In Blau ein goldenes Tatzenkreuz über einen  achtzackigen silbernen Stern. Eine dreitürmige silberne Mauerkrone auf  mit Goldrand historisierten Schild.

## Infrastruktur, Wirtschaft und Verkehr
Die vier größten Sanatorien der Stadt verfügen heute zusammen über 3.500 Betten. Myrhorod ist in der Ukraine ein wichtiges Zentrum für die Behandlung von Diabetespatienten. Das in den örtlichen Quellen gewonnene Wasser, welches einen leicht salzlichen Geschmack hat, ist ein vielverkauftes Mineralwasser in der Ukraine und wird auch ins Ausland exportiert. Neben der Lebensmittelindustrie ist auch der Maschinenbau von Bedeutung. Die Stadt liegt an der Eisenbahnstrecke Kiew-Poltawa-Charkiw.

## Verwaltungsgliederung
Am 12. Juni 2020 wurde die Stadt zum Zentrum der neugegründeten Stadtgemeinde Myrhorod (Миргородська міська громада/Myrhorodska miska hromada). Zu dieser zählen auch die 36 in der untenstehenden Tabelle aufgelisteten Dörfer, bis dahin bildete sie die gleichnamige Stadtratsgemeinde Myrhorod (Миргородська міська рада/Myrhorodska miska rada) unter Oblastverwaltung im südlichen Zentrum des ihn umgebenden Rajons Myrhorod.
Am 17. Juli 2020 kam es im Zuge einer großen Rajonsreform zum Anschluss des Rajonsgebietes an den Rajon Myrhorod.
Folgende Orte sind neben dem Hauptort Myrhorod Teil der Gemeinde:
| Name                     | Name           | Name                                  |
| ukrainisch transkribiert | ukrainisch     | russisch                              |
| ------------------------ | -------------- | ------------------------------------- |
| Bijewe                   | Бієве          | Беево (Bejewo)                        |
| Bilyky                   | Білики         | Белики (Beliki)                       |
| Chomutez                 | Хомутець       | Хомутец                               |
| Derkatschi               | Деркачі        | Деркачи                               |
| Dibriwka                 | Дібрівка       | Дибровка                              |
| Dowhaliwka               | Довгалівка     | Довгалевка (Dowgalewka)               |
| Harkuschynzi             | Гаркушинці     | Гаркушинцы (Garkuschinzy)             |
| Hlyboke                  | Глибоке        | Глубокое (Glubokoje)                  |
| Jarmaky                  | Ярмаки         | Ярмаки (Jarmaki)                      |
| Jemzi                    | Ємці           | Емцы (Jemzy)                          |
| Jerky                    | Єрки           | Ерки (Jerki)                          |
| Kotljari                 | Котлярі        | Котляры (Kotljary)                    |
| Kusmenky                 | Кузьменки      | Кузьменки (Kusmenki)                  |
| Kybynzi                  | Кибинці        | Кибинцы (Kibinzy)                     |
| Leschtschenky            | Лещенки        | Лещенки (Leschtschenki)               |
| Ljubiwschtschyna         | Любівщина      | Любовщина (Ljubowschtschina)          |
| Mali Sorotschynzi        | Малі Сорочинці | Малые Сорочинцы (Malyje Sorotschinzy) |
| Malyniwka                | Малинівка      | Малиновка (Malinowka)                 |
| Malzi                    | Мальці         | Мальцы (Malzy)                        |
| Martschenky              | Марченки       | Марченки (Martschenki)                |
| Mylaschenkowe            | Милашенкове    | Милашенково (Milaschenkowo)           |
| Nossenky                 | Носенки        | Носенки (Nossenki)                    |
| Ossowe                   | Осове          | Осово (Ossowo)                        |
| Petriwzi                 | Петрівці       | Петровцы (Petrowzy)                   |
| Pokasowe                 | Показове       | Показовое (Pokasowoje)                |
| Ruda                     | Руда           | Руда                                  |
| Rybalske                 | Рибальське     | Рыбальское (Rybalskoje)               |
| Schachworostiwka         | Шахворостівка  | Шахворостовка (Schachworostowka)      |
| Schpakowe                | Шпакове        | Шпаково (Schpakowo)                   |
| Slobidka                 | Слобідка       | Слободка (Slobodka)                   |
| Stowbyne                 | Стовбине       | Столбино (Stolbino)                   |
| Subiwka                  | Зубівка        | Зубовка (Subowka)                     |
| Trudoljub                | Трудолюб       | Трудолюб                              |
| Werchowyna               | Верховина      | Верховина (Werchowina)                |
| Wessele                  | Веселе         | Веселое (Wesseloje)                   |
| Wownjanka                | Вовнянка       | Вовнянка                              |

## Persönlichkeiten
- Wirkungs- und Todesort des georgischen Schriftstellers Dawit Guramischwili (1705–1792)
- Wirkungs- und Todesort des Künstlers und Bandura-Bauers Opanas Slastion (1855–1933)

### Söhne und Töchter der Stadt
- Wladimir Borowikowski (1757–1825), Maler
- Panas Myrnyj (1849–1920), Schriftsteller und Dramaturg
- Jakob Gordin (1853–1909), jiddischer Autor
- Anatolij Dimarow (1922–2014), Schriftsteller
- Leonid Huberskyj (* 1941), Philosoph und Universitätsrektor der Universität Kiew